# Saut en hauteur masculin aux championnats du monde d'athlétisme 1997
Navigation
Göteborg 1995 Séville 1999
L'épreuve de saut en hauteur masculin des championnats du monde d'athlétisme 1997 s'est déroulée les 4 et 6 août 1997 au Stade olympique d'Athènes, en Grèce. Elle est remportée par le Cubain Javier Sotomayor.

## Résultats

### Finale
| Rang               | Athlète               | Pays         | Essais | Essais | Essais | Essais | Essais | Essais | Essais | Essais | Marque | Notes |
| Rang               | Athlète               | Pays         | 2,20 m | 2,25 m | 2,29 m | 2,32 m | 2,35 m | 2,37 m | 2,39 m | 2,41 m | Marque | Notes |
| ------------------ | --------------------- | ------------ | ------ | ------ | ------ | ------ | ------ | ------ | ------ | ------ | ------ | ----- |
| Médaille d'or      | Javier Sotomayor      | Cuba         | -      | o      | -      | o      | o      | xo     | -      | xxx    | 2,37 m | WL    |
| Médaille d'argent  | Artur Partyka         | Pologne      | o      | -      | o      | -      | xo     | xx     | x      |        | 2,35 m | SB    |
| Médaille de bronze | Tim Forsyth           | Australie    | o      | xo     | -      | o      | xo     | x      | xx     |        | 2,35 m |       |
| 4                  | Steinar Hoen          | Norvège      | -      | o      | o      | o      | xx     | x      |        |        | 2,32 m |       |
| 4                  | Dalton Grant          | Royaume-Uni  | -      | -      | -      | o      | xxx    |        |        |        | 2,32 m | SB    |
| 6                  | Lambros Papakostas    | Grèce        | -      | o      | o      | xo     | xx     | x      |        |        | 2,32 m | SB    |
| 7                  | Konstantin Matusevich | Israël       | o      | o      | o      | xxx    |        |        |        |        | 2,29 m |       |
| 8                  | Lee Jin-Taek          | Corée du Sud | xo     | o      | o      | xxx    |        |        |        |        | 2,29 m |       |
| 9                  | Martin Buss           | Allemagne    |        |        |        |        |        |        |        |        | 2,29 m |       |
| 10                 | Gilmar Mayo           | Colombie     |        |        |        |        |        |        |        |        | 2,29 m |       |
| 11                 | Sergey Klyugin        | Russie       |        |        |        |        |        |        |        |        | 2,29 m |       |
| 12                 | Jan Janku             | Tchéquie     |        |        |        |        |        |        |        |        | 2,25 m |       |

### Qualifications
Qualification :2,28 (Q) ou les 12 meilleures performances (q).
| Rang | Groupe | Athlète               | Pays                   | 2.15 | 2.19 | 2.23 | 2.26 | 2.28 | Marque | Notes |
| ---- | ------ | --------------------- | ---------------------- | ---- | ---- | ---- | ---- | ---- | ------ | ----- |
| 1    | A      | Gilmar Mayo           | Colombie               | o    | o    | o    | o    | o    | 2.28   | Q, PB |
| 1    | A      | Lee Jin-taek          | Corée du Sud           | –    | o    | –    | o    | o    | 2.28   | Q     |
| 1    | B      | Artur Partyka         | Pologne                | –    | o    | –    | o    | o    | 2.28   | Q     |
| 1    | B      | Javier Sotomayor      | Cuba                   | –    | –    | o    | o    | o    | 2.28   | Q     |
| 1    | B      | Steinar Hoen          | Norvège                | –    | –    | o    | –    | o    | 2.28   | Q     |
| 6    | A      | Lambros Papakostas    | Grèce                  | –    | o    | o    | o    | xo   | 2.28   | Q     |
| 7    | A      | Martin Buß            | Allemagne              | o    | xo   | o    | xo   | xo   | 2.28   | Q     |
| 8    | B      | Tim Forsyth           | Australie              | o    | –    | –    | o    | xxo  | 2.28   | Q     |
| 9    | B      | Konstantin Matusevich | Israël                 | o    | o    | xo   | xo   | xxo  | 2.28   | Q     |
| 10   | B      | Dalton Grant          | Grande-Bretagne        | –    | xo   | o    | xxo  | xxo  | 2.28   | Q, SB |
| 11   | B      | Jan Janků             | Tchéquie               | –    | o    | xo   | o    | xxx  | 2.26   | q     |
| 12   | B      | Sergey Klyugin        | Russie                 | o    | xxo  | o    | o    | xxx  | 2.26   | q     |
| 13   | A      | Charles Austin        | États-Unis             | –    | o    | –    | xo   | xxx  | 2.26   |       |
| 14   | B      | Steve Smith           | Grande-Bretagne        | o    | –    | xo   | xo   | xxx  | 2.26   |       |
| 15   | A      | Staffan Strand        | Suède                  | o    | –    | o    | xxx  |      | 2.23   |       |
| 15   | A      | Charles Lefrançois    | Canada                 | –    | o    | o    | xxx  |      | 2.23   |       |
| 15   | B      | Didier Detchenique    | France                 | o    | o    | o    | xxx  |      | 2.23   |       |
| 15   | B      | Stevan Zorić          | Yougoslavie            | –    | o    | o    | xxx  |      | 2.23   |       |
| 15   | B      | Brian Brown           | États-Unis             | o    | –    | o    | xxx  |      | 2.23   |       |
| 20   | B      | Dimitrios Kokotis     | Grèce                  | xxo  | o    | o    | xxx  |      | 2.23   |       |
| 20   | B      | Mustapha Raifak       | France                 | xxo  | o    | o    | xxx  |      | 2.23   |       |
| 22   | A      | Jarosław Kotewicz     | Pologne                | o    | –    | xo   | xxx  |      | 2.23   |       |
| 22   | A      | Mark Boswell          | Canada                 | –    | o    | xo   | xxx  |      | 2.23   |       |
| 22   | A      | Mark Mandy            | Irlande                | o    | o    | xo   | xx–  | x    | 2.23   |       |
| 22   | A      | Dragutin Topić        | Yougoslavie            | o    | –    | xo   | –    | xxx  | 2.23   |       |
| 26   | A      | Elvir Krehmić         | Bosnia and Herzegovina | xxo  | o    | xo   | xxx  |      | 2.23   |       |
| 27   | A      | Brendan Reilly        | Grande-Bretagne        | –    | o    | xxo  | xx–  | x    | 2.23   |       |
| 28   | A      | Arturo Ortíz          | Espagne                | –    | o    | –    | xxx  |      | 2.19   |       |
| 28   | A      | Tomáš Janků           | Tchéquie               | o    | o    | xxx  |      |      | 2.19   |       |
| 30   | A      | Randy Jenkins         | États-Unis             | xxo  | xxo  | –    | xxx  |      | 2.19   |       |
| 31   | A      | Konstantinos Liapis   | Grèce                  | o    | xxx  |      |      |      | 2.15   |       |
| 31   | B      | Glenn Howard          | Nouvelle-Zélande       | o    | xxx  |      |      |      | 2.15   |       |
| 31   | B      | Julio Luciano         | République dominicaine | o    | xxx  |      |      |      | 2.15   |       |
| 34   | B      | Michiya Onoue         | Japon                  | xo   | xxx  |      |      |      | 2.15   |       |
| 35   | B      | Khemraj Naiko         | Maurice                | xxo  | xxx  |      |      |      | 2.15   |       |

## Légende
Records et Performances
- AR : Record continental (area record)
- CR : Record des championnats (championship record)
- MR : Record du meeting (meet record)
- NR : Record national (national record)
- OR : Record olympique (olympic record)
- PR : Record paralympique (paralympic record)
- PB : Record personnel (personal best)
- SB : Meilleure performance personnelle de la saison (season's best)
- WL : Meilleure performance mondiale de l'année (world leader)
- WJR : Record du monde junior (world junior record)
- WR : Record du monde (world record)

Circonstances et Conditions
- DNF : N'a pas terminé (did not finish)
- DNS : N'a pas pris le départ (did not start)
- DQ : Disqualification (disqualification)
- NM : Aucun essai valable enregistré (No Mark)
- Q : Qualifié « directement » au prochain tour (ou à la prochaine compétition), lors d'une compétition majeure, grâce au classement ou à la réalisation des minima (automatic qualifier)
- q : Qualifié au prochain tour (ou à la prochaine compétition), lors d'une compétition majeure, grâce au repêchage ou à la réalisation de l'une des meilleures performances parmi celles des « non qualifiés directement » (grâce au meilleur temps ou à la meilleure distance par exemple) (secondary qualifier)